# Skrubber
En skrubber är en anordning som används för att behandla luft. En skrubber kan möjliggöra värmeåtervinning ur fuktiga gaser eller fukta luft för industriella processer, man skiljer då på kallskrubber (för kallvatten) och varmskrubber (för varmvatten). Skrubbrar används också för rökgasrening av luftföroreningar såsom partiklar, svaveldioxid och tungmetaller i rökgaser från kraftverk och annan industri. Som en bieffekt vid rökgasrening erhålles värme, som tillföres lämpligt värmesystem. En skrubber kan tillåta direkt kontakt mellan de olika medierna men kan också verka som indirekt värmeväxlare där rörtuber användes, då medierna inte kommer i direkt kontakt med varandra. Tubpaketet är stående och vatten duschas ovanifrån mot luftströmmen. Det är en utveckling ur den direkta skrubbern. Tillverkad bland annat av dåvarande Fläkt Industri i Växjö.

## Skrubbertyper

### Våtskrubber
Våtskrubbrar sprayar ut vatten mot gasflödet vilket fångar upp partiklar som sot och andra fasta föroreningar. Samtidigt kan en mycket hög värmeåtervinning erhållas. Genom att använda värmepump i lågtemperatursystem erhålles mycket hög värmeåtervinning. Skrubbers förekommer vid olika processer. Ett särskilt fall är rening av rökgaser, rökgaskondensering. Mer ofta som man använder kondensering är raffinaderier, där man separerar olika kemiska substanser. Andra fall kan vara värmeåtervinning från bagerier. I industriprocesser använder man mycket ofta flera skrubbers som kyler i flera steg.
Genom att tillsätta kalk i vattnet kan man även avlägsna svaveldioxid. Svaveldioxiden reagerar då med kalken och bildar gips. Våta skrubbrar används ibland i samband med rökgaskondensering, då värme utvinns ur det av rökgaserna uppvärmda vattnet.
När vatten duschas mot gaserna (luften)användes dysor, varvid man har olika utformning och dimension på dessa. Här har vattendropparnas storlek en mycket stor betydelse. Med olika flöden och tryck kan man få den storlek på vattendroppe man planerar för.
I ett Mollierdiagram kan man följa tillstånden vid olika förhållanden med våt och torr temperatur. Med formel får man ut många värden genom att enbart mäta våt och torr temperatur. Exempel på viktiga parametrar är densitet och värmeinnehåll.
I en skrubbers utlopp har man oftast en droppavskiljare, som undviker att stora vattendroppar följer med gaserna ur skorstenen.
Den först kända skrubbern installerades på 1880-talet efter en gasgenerator vid Munkfors Bruk i Värmland. En gasgenerator användes för att värma stål i en vällugn. Problemet blev att utkondenserad smörja förorenade Klarälven. Det kanske är det först kända exemplet i Sverige då en myndighet stängde en anläggning som orsakade föroreningar. Med den teknik som finns idag kunde man ha löst problemet. Man fick använda sina gasgeneratorer utan kondensering.

### Torrskrubber
I en torrskrubber sprutas till exempel kalkpulver in direkt i rökgasen. Ibland används också halvtorr skrubber, där absorbenten tillsätts löst i vatten men efter att detta förångats fås en fast rest.